# Lubień Kujawski

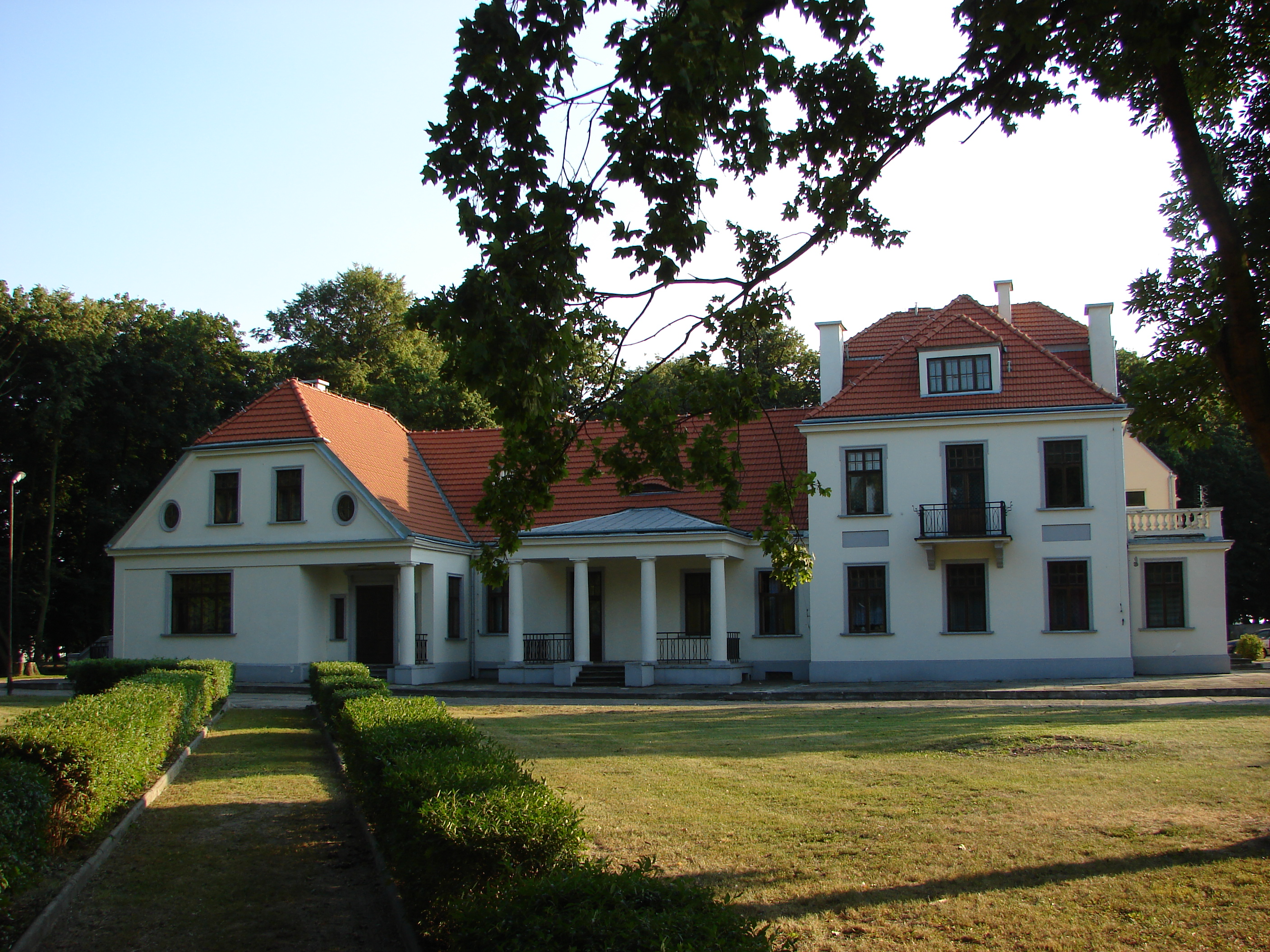
Dwór

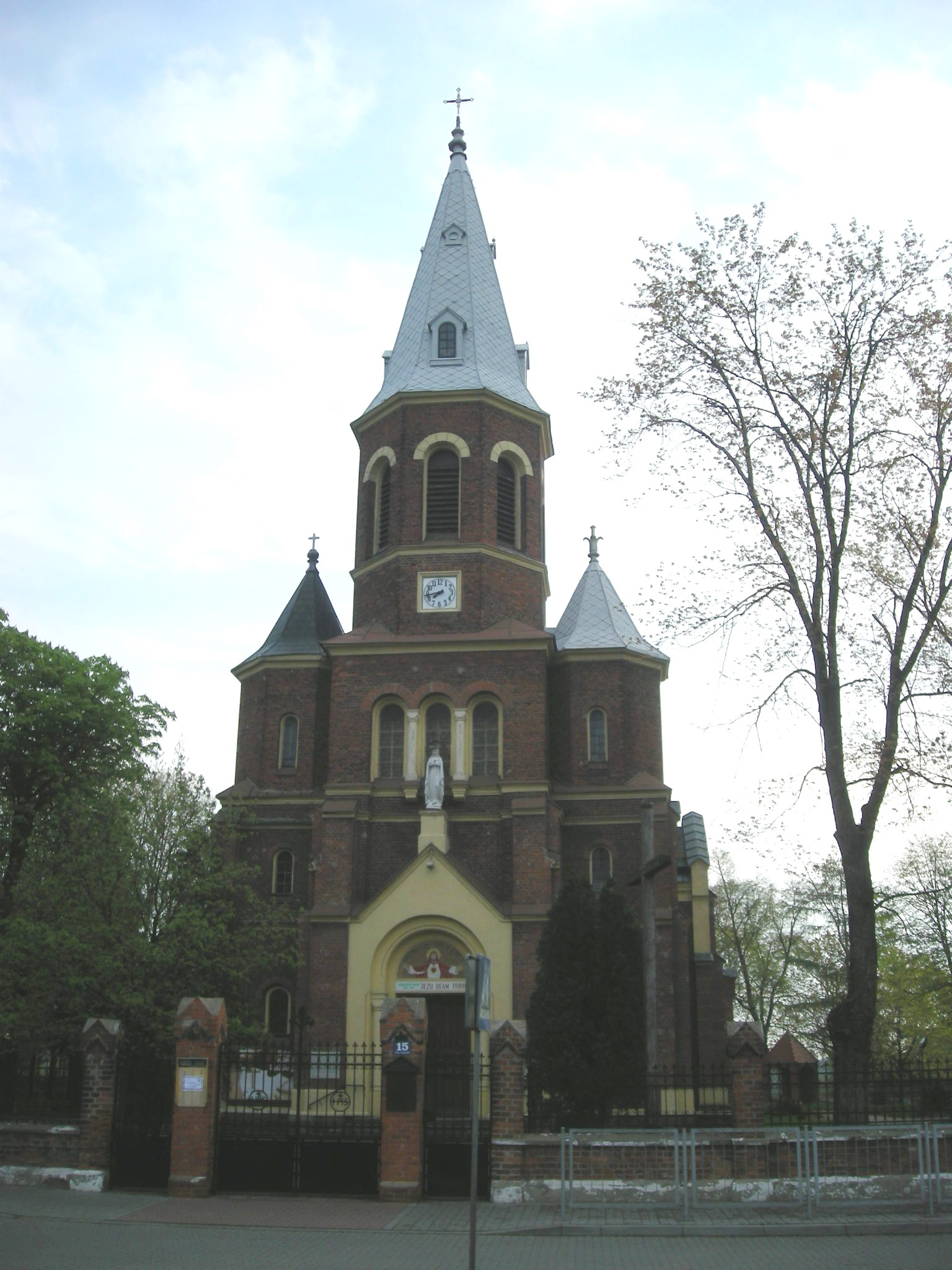
Kościół Najświętszego Serca Pana Jezusa

Lubień Kujawski (do 1937 roku Lubień, niem. Lubenstadt) – miasto w województwie kujawsko-pomorskim, w powiecie włocławskim, siedziba gminy miejsko-wiejskiej Lubień Kujawski położone nad Jeziorem Lubieńskim.
W latach 1954–1972 miasto było siedzibą władz gromady Lubień. W latach 1975–1998 miasto administracyjnie należało do woj. włocławskiego. Według danych GUS z 31 grudnia 2022 roku Lubień Kujawski liczył 1307 mieszkańców.

## Historia
Miasto powstało w średniowieczu, najprawdopodobniej za panowania króla Kazimierza Wielkiego. Od początku swego istnienia było to miasto prywatne. Pierwsi właściciele pochodzili z rodu Doliwów, którzy potem przyjęli nazwisko Lubieńskich. Badania archeologiczne wskazują, że na wyspie na zachodnim wybrzeżu Jeziora Lubieńskiego znajdował się gród obronny, datowany na XIV wiek. Najstarszy zachowany dokument dotyczący miasta pochodzi z 1539 roku; został wydany przez króla Zygmunta I Starego. Przyznawał on prawo organizacji dwóch jarmarków rocznie oraz targów w każdą sobotę i niedzielę.
Miasto wielokrotnie zmieniał swoich właścicieli. Na przestrzeni dziejów miasto należało do roku Kryskich, zaś potem Brzeskich. W roku 1804 spadkobierczyni Brzeskich Maria Dobkowa sprzedała swoje dobra właścicielowi Chocenia Walentemu Waliszewskiemu, którego potomkowie Feliks, a następnie Juliusz zarządzali folwarkiem do końca XIX wieku.
W czasie kampanii wrześniowej stacjonował tu III/3 dywizjon myśliwski i 43 Eskadra Towarzysząca.
W Lubieniu Kujawskim znajduje się Zespół Placówek Oświatowych im. hm. Janka Bytnara „Rudego”, która znajduje się przy ulicy Szkolnej 15.

## Demografia

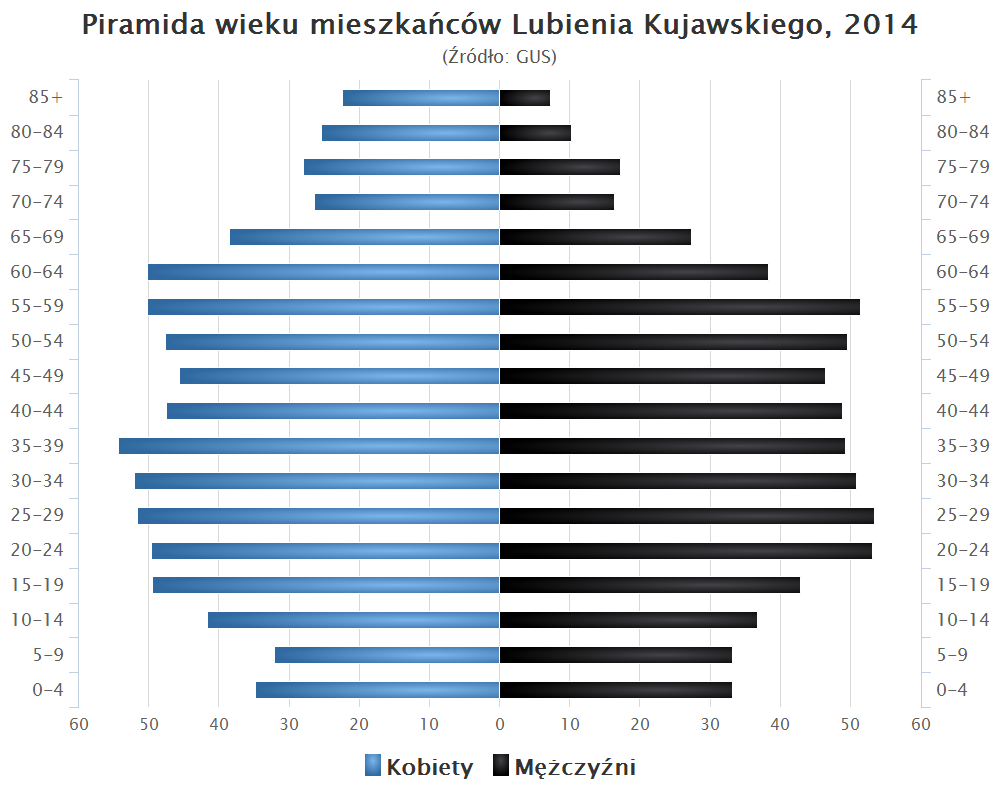
Piramida wieku mieszkańców Lubienia Kujawskiego w 2014 roku

## Zabytki
- Kościół Najświętszego Serca Pana Jezusa, neoromański z lat 1884–1886, projektu Artura Goebela[9]
- dwór obronny z XIV-XVII wieku, nr 217/A z 30.12.1986 roku
- zespół dworski, obejmujący: dwór drewniano-murowany z końca XVIII wieku; park z połowy XIX wieku, nr 187/A z 17.09.1985 roku
- budynek dawnej szkoły z lat 20. XX wieku, projektu miejscowego budowniczego Jana Szperlinga, obecnie biblioteka publiczna[9]
- cmentarz żydowski.

## Sport
W mieście działa klub piłki nożnej, Lubienianka Lubień Kujawski, grający w A klasie. nad jeziorem funkcjonuje kąpielisko.

## Gospodarka
Na byłym lotnisku uruchomiono strefę przemysłową, gdzie na 200 ha lokują się firmy.
W pobliżu Lubienia planowana jest budowa kopalni soli, lecz termin budowy nie jest jeszcze znany.

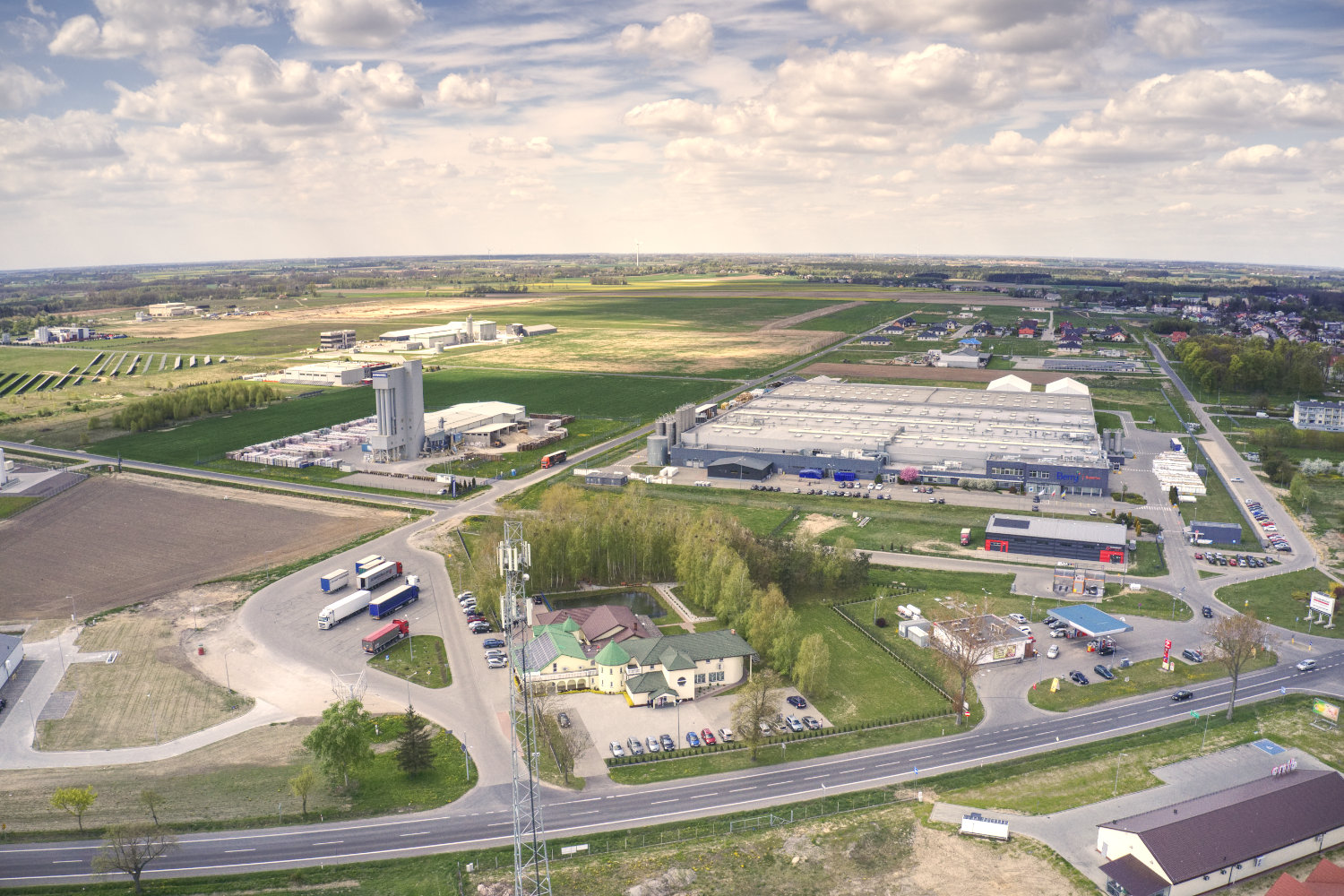
Lubień Kujawski - strefa przemysłowa